# وادي ميرة
وادي مِيرَة هي بلدة وبلدية في منطقة باجة في منطقة ألينتيخو البرتغالية . بلغ عدد السكان في عام 2011 26.066 نسمة  في مساحة 1720.60 نسمة كم 2 ، مما يجعلها أكبر بلدية في البرتغال من حيث المساحة. 
تشتهر بشواطئها البرية وبكونها موطنًا لمجتمع هولندي وألماني كبير. قرية زَمبُخَيرة البحرية هي موطن لمهرجان دو سودويست أحد أكبر مهرجانات موسيقى الروك في أوروبا .
تتمتع بلدية وادي ميرة بإمكانيات زراعية كبيرة ، خاصة في المنطقة الغربية من المنطقة ، وهي موطن لعمليات كبرى لشركات زراعية مهمة مثل Vitacress الشركة الرائدة عالميًا في سوق السلطة.

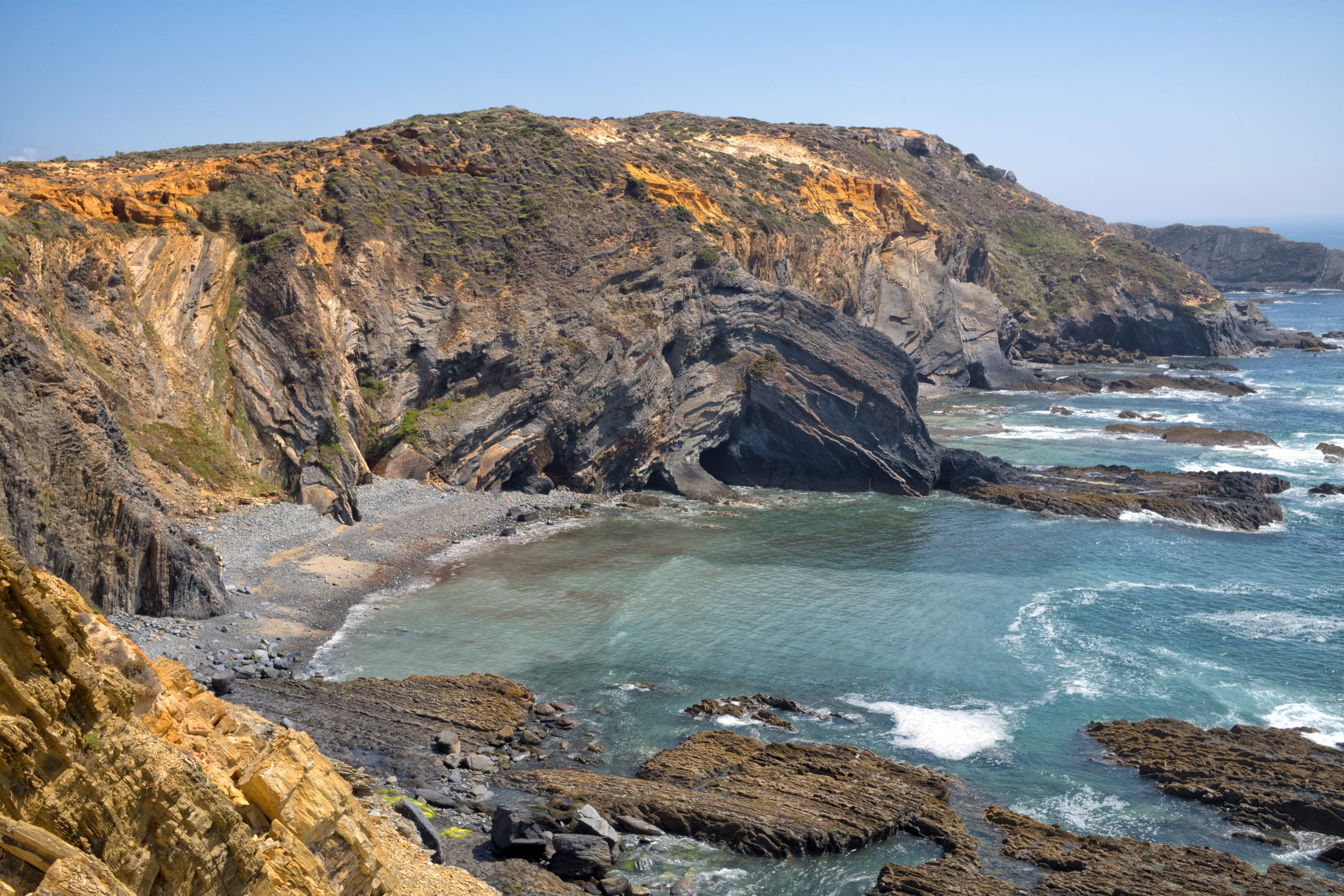
الساحل في زَمبُخَيرة وادي ميرة

## معرض الصور

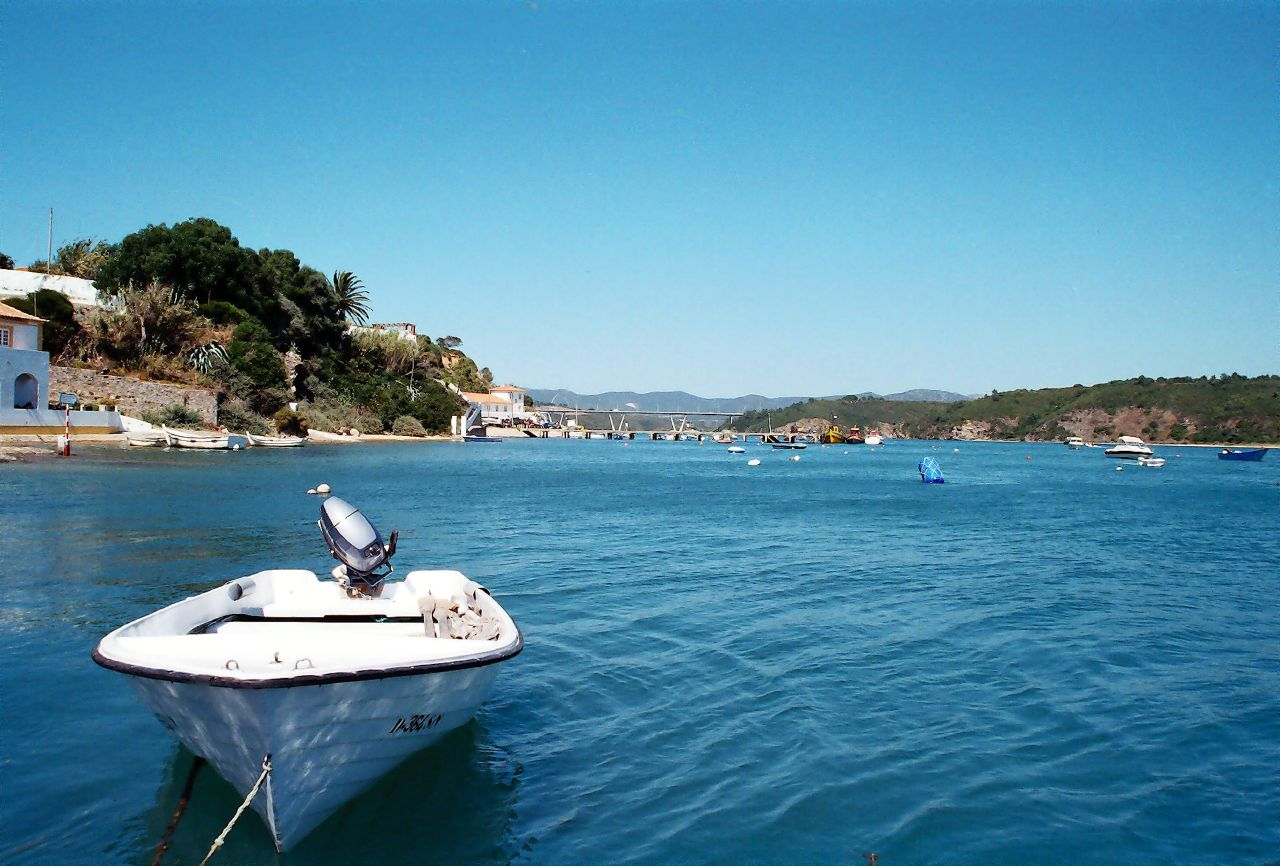
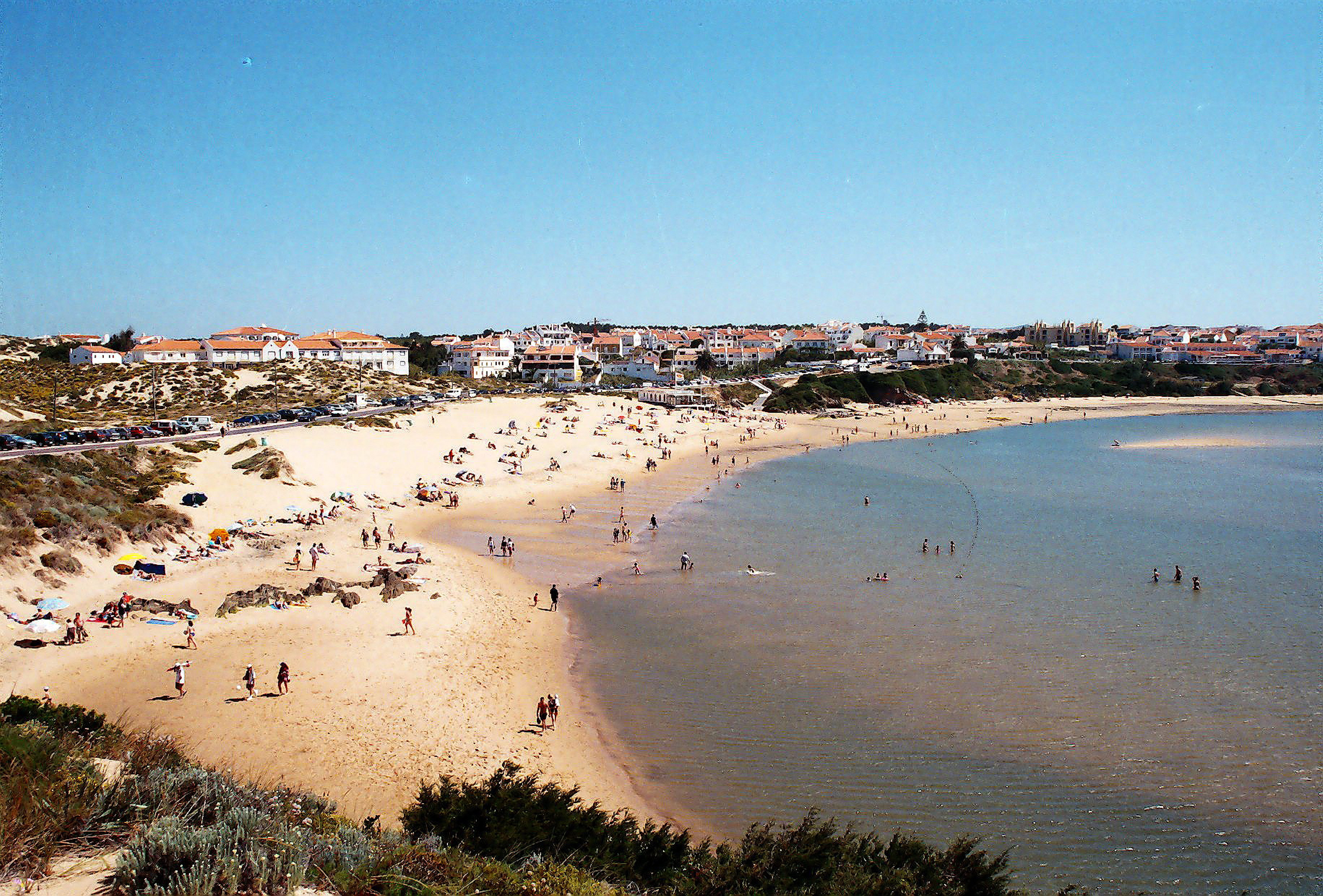
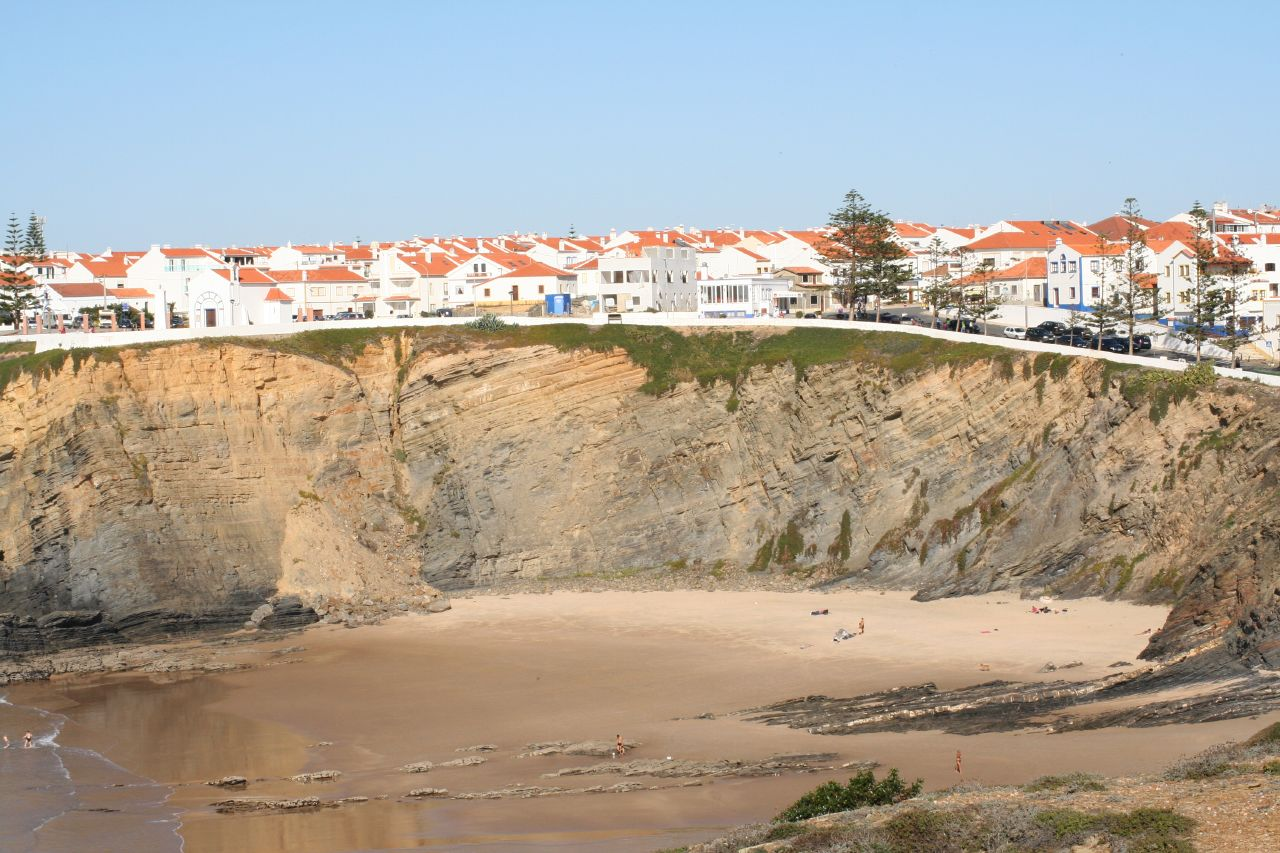